# George Brydges Rodney
George Brydges Rodney, 1.er barón Rodney (bautizado el 13 de febrero de 1718 en Walton-on-Thames-Londres 24 de mayo de 1792), fue un oficial naval Británico y elegido diputado por Saltash en 1751. Se casó con su primera esposa Jane Compton (1730-1757), hermana del séptimo conde de Northampton, en 1753. Tuvo un papel especialmente relevante en la Guerra de Independencia de los Estados Unidos, donde destaca su victoria sobre los franceses en la batalla de Los Santos en 1782.

## Biografía
Su padre había servido en España a las órdenes del Conde de Peterborough, y al dejar el ejército se desempeñó como capitán en un cuerpo de marines que se disolvió en 1713. George Brydges Rodney fue enviado a Harrow, siendo nombrado, al partir, por orden de 21 de junio de 1732, voluntario a bordo del Sunderland. Mientras servía en la estación del Mediterráneo, fue nombrado teniente en la embarcación Dolphin, su ascenso data del 15 de febrero de 1739. En 1742 alcanzó el rango de capitán de posta, habiendo sido designado para el Plymouth el 9 de noviembre. Tras servir en aguas nacionales, obtuvo el mando del Eagle , y nen este barco participó en la victoria de Hawke frente a Ouessant (14 de octubre de 1747) sobre la flota francesa. Ese día Rodney ganó sus primeros laureles por galantería, bajo un jefe con el que estaba en deuda en cierta medida por el éxito posterior. El 9 de mayo de 1749 fue nombrado gobernador y comandante en jefe de la Isla de Terranova, con el rango de Comodoro, siendo habitual en aquella época nombrar un oficial de marina, principalmente a causa de los intereses pesqueros. Fue elegido diputado por Saltash en 1751. Durante la Guerra de los Siete Años, Rodney prestó importantes servicios. En 1757 participó en la expedición contra Rochefort, al mando del Dublin. Al año siguiente, en el mismo barco, sirvió en la toma de Louisburg (Cabo Breton). El 19 de mayo de 1759 se convirtió en Contraalmirante, y poco después se le dio el mando de un pequeño escuadrón destinado a destruir una gran cantidad de botes de fondo plano y provisiones que se estaban reuniendo en Havre para una invasión de las costas inglesas. Bom,bardeó la ciudad durante dos días y noches e infligió una gran pérdida de material de guerra al enemigo. En julio de 1760, con otro pequeño escuadrón, logró tomar muchos más barcos de fondo plano del enemigo y bloquear la costa hasta Dieppe (Sena Marítimo). Elegido diputado en 1761, en octubre de ese año fue nombrado Comandante en jefe de la estación de las Islas de Sotavento, y en los primeros tres meses de 1762 había reducido la importante isla de Martinica.
Rodney provenía de un ambiente distinguido a la par que pobre y se echó a la mar a los catorce años. Su primera gran acción militar acaeció en la segunda batalla del cabo de Finisterre en 1747. Ganó una gran cantidad de dinero en la década de 1740 al acumular numerosos botines, lo que le permitió adquirir fincas y un puesto en la Cámara de los Comunes. Durante la Guerra de los Siete Años Rodney participó en varias operaciones anfibias, como las incursiones en las localidades de Rochefort y Le Havre o el sitio de Louisbourg. Se hizo especialmente conocido a partir de 1762 con la invasión de Martinica. Tras la Paz de París de 1763, su situación financiera se estancó y pasó a gastar grandes cantidades de dinero en política. En 1774 tuvo que abandonar Gran Bretaña huyendo de sus acreedores a causa de las deudas. Terminó encarcelado en Francia, donde se encontraba cuando estalló la Guerra de Independencia entre las Trece Colonias y la metrópoli británica. Gracias a un benefactor, consiguió escapar de Francia y volver a Gran Bretaña, donde recibió nuevas órdenes. Rodney fue nombrado una vez más comandante de las Islas de Sotavento a fines de 1779. Sus órdenes eran relevar a Gibraltar en su camino hacia las Indias Occidentales. Capturó un convoy español frente al Cabo Finisterre el 8 de enero de 1780 y ocho días después derrotó al almirante español Juan de Lángara frente al Cabo de San Vicente, tomando o destruyendo siete barcos.
Rodney consiguió llegar al puerto de Gibraltar con víveres y provisiones durante el Gran Asedio y derrotó a una flota española en la batalla del Cabo de San Vicente de 1780.
El uso de "Rodney" como nombre de pila en el mundo anglosajón se originó a partir de su figura, siendo ya popular a finales del siglo XVIII.
El almirante Rodney acompañó al príncipe Guillermo, hijo del rey Jorge III y futuro rey como Guillermo IV,  en su visita regia (abril de 1783) al Capitán General Luis de Unzaga y Amézaga en La Habana para llegar a los preliminares de los acuerdos de paz y que luego reconocerían el nacimiento de los Estados Unidos de América.